# 22e eeuw v.Chr.
De 22e eeuw v.Chr. (van de christelijke jaartelling) is de 22e periode van 100 jaar, dus bestaande uit de jaren 2200 tot en met 2101 v.Chr. De 22e eeuw v.Chr. behoort tot het 3e millennium v.Chr.

## Gebeurtenissen

### Kreta
- ca. 2200 v.Chr. - Hoogbloei van de Vroeg-Minoïsche beschaving.

### Egypte
- ca. 2150 v.Chr. - Door aanhoudende lage waterstand van de Nijl komt de landbouw in problemen en is er weinig tot geen opbrengst van de gewassen. Dit leidt tot hongersnood. De bevolking is het grootste slachtoffer hiervan en ondermijnt het gezag van de Egyptische koningen.
- ca. 2130 v.Chr. - Het Oude Rijk eindigt en wordt verdeeld in twee rivaliseren dynastieën: de dynastie van Thebe in Opper-Egypte (nu Luxor) en de dynastie van Heracleopolis in Neder-Egypte.
- Koning Mentoehotep I (2134 - 2119 v.Chr.) is de eerste farao van de 11e dynastie van Egypte.
- ca. 2120 v.Chr. - Koning Antef I (2119 - 2103 v.Chr.) de tweede farao van Egypte (11e dynastie). Hij begint een burgeroorlog en herovert Thebe en Abydos.
- ca. 2100 v.Chr. - Koning Antef II (2103 - 2054 v.Chr.) de derde farao van Egypte (11e dynastie).

### Mesopotamië
- ca. 2120 v.Chr. - In zuidelijk Mesopotamië sticht koning Ur-nammu (2119 - 2103 v.Chr.) de derde dynastie van Ur (Ur III) (tot 2004 v.Chr.). Hij wordt opgevolgd door Shulgi van Ur, Amar-Sin van Ur, Shu-Sin en Ibi-Sin. Hij voert een eenheidsstelsel voor maten en gewichten. De invloed van zijn bestuur heeft een positief effect op de handel.
- Sumer en Akkad worden sinds 2212 beheerst door de Guti. Aanvankelijk is dit een ramp, maar de vreemde indringers passen zich snel aan.
- ca. 2130 v.Chr. - De Gutaeërs overheersen het Akkadische Rijk, nadat ze uit Iran de gebieden binnenvielen (rond 2180 v.Chr.) Toch wordt het rijk van Sumer hersteld in 2030 v.Chr.

Dynastie van Agade (Sargon van Akkad)
- 2189 - 2169 v.Chr. Dudu
- 2169 - 2154 v.Chr. Su Durul

Dynastie van het Zagrosgebergte
- 2196 - 2190 v.Chr. Sarlagab
- 2190 - 2184 v.Chr. Sulme
- 2184 - 2178 v.Chr. Elulumesh
- 2178 - 2173 v.Chr. Inimabakes
- 2173 - 2167 v.Chr. Igesaus
- 2167 - 2152 v.Chr. Iarlagab
- 2152 - 2149 v.Chr. Ibate
- 2149 - 2145 v.Chr. Iarlagab
- 2145 - 2144 v.Chr. Kurum
- 2144 - 2141 v.Chr. Habil Kin
- 2141 - 2139 v.Chr. Laerabum
- 2139 - 2137 v.Chr. Irarum
- 2137 - 2137 v.Chr. Ibranum
- 2137 - 2135 v.Chr. Hablum
- 2135 - 2128 v.Chr. Puzur Sin
- 2128 - 2121 v.Chr. Iarlaganda
- 2121 - 2114 v.Chr. Sihum
- 2114 - 2114 v.Chr. Tiriqa

- Vanaf het midden van de eeuw verschijnen er weer plaatselijke Akkadische en Sumerische (vazal)vorsten:

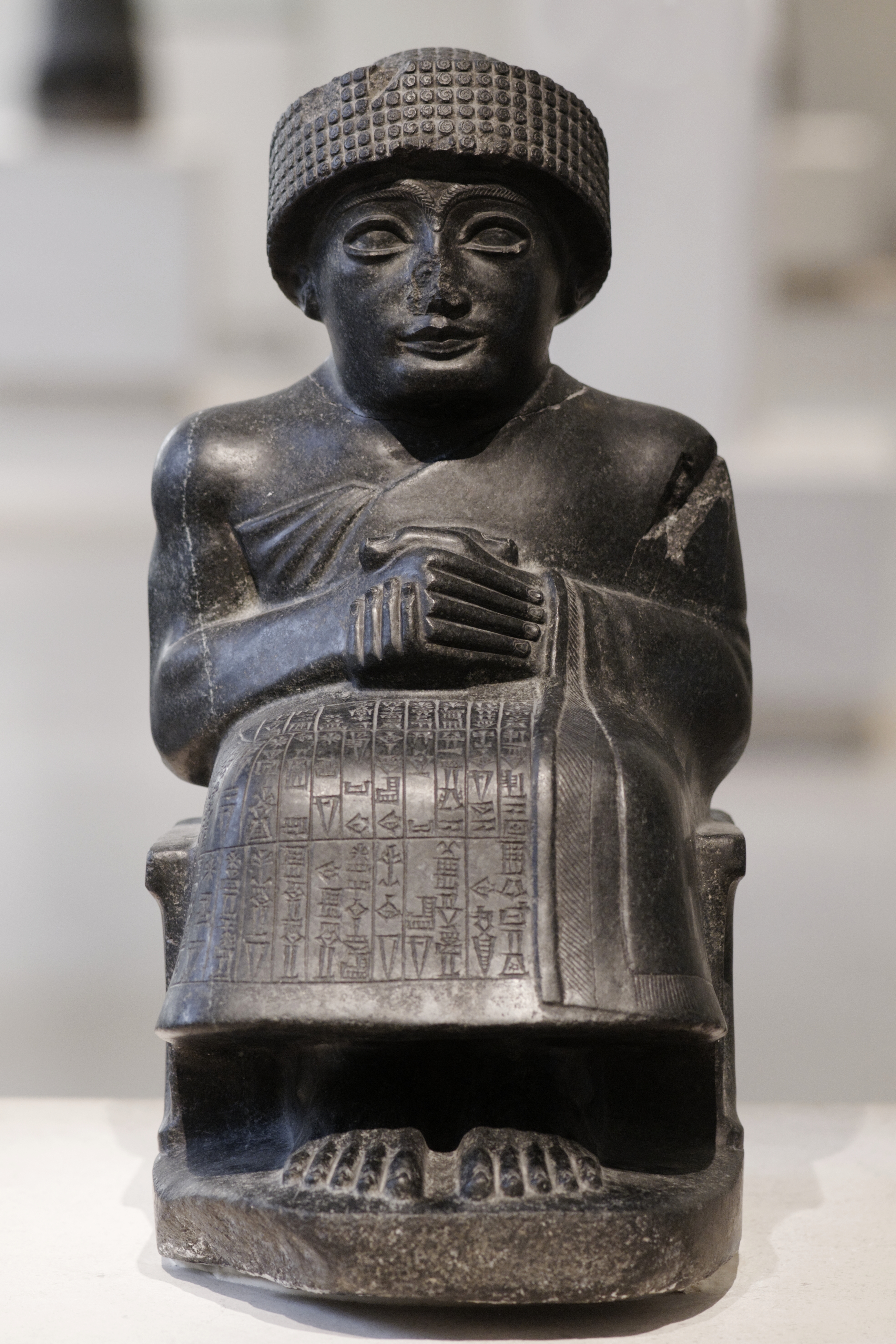
Gudea

Dynastie Lagash II 2155 - 2110 v.Chr.
- 2155 - 2142 v.Chr. Ur-Bau
- 2142 - 2140 v.Chr. Nammaghani
- 2140 - 2122 v.Chr. Gudea
- 2122 - 2120 v.Chr. Ur-Ningirsu
- 2120 - 2119 v.Chr. Ugme
- 2119 - 2117 v.Chr. Prigme
- 2117 - 2113 v.Chr. Urgar
- 2113 - 2110 v.Chr. Nammakhani

Dynastie Uruk IV 2144 - 2107 v.Chr.
- 2144 - 2137 v.Chr. Ur-Nigin
- 2137 - 2131 v.Chr. Ur-Gigir
- 2131 - 2125 v.Chr. Kudda
- 2125 - 2120 v.Chr. Puzur Li
- 2120 - 2114 v.Chr. Ur-Utu
- 2114 - 2107 v.Chr. Urukhegal
- Zigissi
- Ki

Dynastie Ur III 2119 - 2004 v.Chr.
- 2119 - 2103 v.Chr. Ur-Nammu
- 2103 - 2046 v.Chr. Shulgi van Ur

### China
Ondergang van de stad Liangzhu